# شهبونیه
شهبونیه (به عربی: الشهبونية) یک شهرداری در الجزایر است که در استان مدیه واقع شده‌است. شهبونیه ۷٬۷۳۴ نفر جمعیت دارد.